# Gruppo di Gangotri
Il gruppo di Gangotri è un gruppo montuoso che fa parte dell'Himalaya del Garhwal, nello Stato indiano dell'Uttarakhand.
È composto da montagne granitiche che insistono attorno al ghiacciaio di Gangotri e al fiume Bhagirathi. Diverse sono le cime considerate sacre da induisti e buddisti. Il gruppo è importante anche nella storia dell'Alpinismo recente: delle vie aperte su tre dei picchi più aspri (Thalay Sagar, Shivling e Meru) hanno garantito agli apritori il premio Piolet d'Or.
Tra le vette più rilevanti si contano:
- Bhāgīrathī, un massiccio di quattro cime (la maggiore è il Bhagirathi I, 6856 m). Di facile accesso dal versante opposto al ghiacciaio, verso di esso presenta pareti a strapiombo.
- Chaukhamba (I-IV), un massiccio di quattro cime. Il Chaukhamba I (7138 m) raggiunge la massima elevazione del gruppo.
- Kedarnath, composto da due picchi collegati da una cresta, con 6940 m è la cima più alta nella parte meridionale del gruppo. Ai suoi piedi si trova la cittadina di Kedarnath ed il tempio śivaita omonimo.
- Meru (6660 m), compreso tra i due precedenti, composto da tre picchi di cui quello centrale è alpinisticamente il più importante.
- Thalay Sagar, (6904 m), che spicca per ripidezza e difficoltà alpinistica delle pareti.
- Shivling (6543 m), detto il Cervino dell'Himalaya, montagna sacra legata simbolicamente al dio Shiva.